# エックスサーバー
エックスサーバー株式会社は、大阪府大阪市北区に本社を持つ、インターネット関連サービス事業などを行う企業である。
2004年に設立された有限会社ベットを基に、ドメイン取得サービスやレンタルサーバー事業などを行っている。
2024年9月30日、新たなブランドイメージの確立を目的に、サービスロゴを「Xserver」から「XServer」に変更を行った。

## 提供しているサービス

### XServer
XServer (エックスサーバー) は、エックスサーバー株式会社が提供するレンタルサーバーサービスである。

### XServer Business
XSERVER Business (エックスサーバー ビジネス) は、エックスサーバー株式会社が提供する法人向けのレンタルサーバーサービスである。

### XSever Domain
XServer Domain（エックスサーバー ドメイン）  は、エックスサーバー株式会社が提供するドメイン取得サービスである。
エックスサーバー株式会社はICANN公認レジストラーではなく、ネットオウル株式会社のドメイン再販事業を行っている。
2021年4月15日：サービス名称を「Xdomain」から現行の「XSERVER DOMAIN」に変更した。

### XServer Drive
XServer Drive（エックスサーバー ドライブ）  は、エックスサーバー株式会社が提供する法人向けクラウドストレージサービスである。
2021年4月15日：サービス名称を「XDRIVE」から現行の「XSERVER DRIVE」に変更した。

### XServer Shop
XServer Shop（エックスサーバー ショップ） は、エックスサーバー株式会社が提供するネットショップ作成サービスである。
ECサイト構築CMSの「EC-CUBE」を使用しており、月額費用がである。
2021年4月15日：サービス名称を「NEXTSHOP」から現行の「XSERVER SHOP」に変更した。

## 沿革[14]
- 2003年07月 - エックスサーバー（屋号）を設立、共有レンタルサーバーサービスであるエックスサーバーの提供を開始
- 2004月01月 - 有限会社ベットを設立
- 2004年09月 - エックスサーバーにおいて独自ドメイン取得サービスの提供を開始
- 2006年06月 - 有限会社から株式会社へ組織変更
- 2008年03月 - オンラインストレージサービス「ドライビー」の提供を開始[15]
- 2008年09月 - 東京都渋谷区に東京オフィスを開設
- 2008年10月 - 無料ホームページサービス「デジデジ」の提供を開始[16]
- 2008年12月 - 大阪支社を開設
- 2009年01月 - 共有レンタルサーバーサービス「シックスコア」の提供を開始
- 2009年05月 - 「シックスコア」において専用サーバーサービスの提供を開始
- 2010年06月 - 共有レンタルサーバーサービスである「X2」の提供を開始、大阪支社を大阪市北区へ移転
- 2012年01月 - 本社を大阪へ移転
- 2012年07月 - 「株式会社ベット」から「エックスサーバー株式会社」へ商号を変更
- 2013年01月 - WordPress専用のレンタルサーバー＆クラウドサービスである「wpX」の提供を開始
- 2013年05月 - 本社を同大阪市北区、グランフロント大阪へ移転
- 2013年08月 - ドメイン取得サービス、無料レンタルサーバーサービス「Xdomain」（現『XServerドメイン』）の提供を開始
- 2013年11月 - プライバシーマークを取得[17]
- 2014年02月 - 東京オフィスを開設
- 2017年06月 - デル株式会社との協業を開始[18][19]
- 2017年12月 - 本社オフィスを移転し、増床
- 2018年05月 - 法人向けレンタルサーバーサービス「エックスサーバービジネス」の提供を開始
- 2019年02月 - クラウド型のオンラインストレージサービス『エックスドライブ』 の提供を開始
- 2019年06月 - WordPress専用のクラウド型レンタルサーバー「wpX Speed」の提供を開始
- 2020年01月 - 無料のネットショップ作成サービス「ネクストショップ」（現「XServerショップ」）の提供を開始
- 2020年08月 - 「日本SME格付け」における、最高格付け『aaa（トリプルエー）』を取得
- 2021年03月 - 無料のWordPressサービス「wpXブログ」の提供を開始
- 2021年05月 - レンタルサーバーサービス「wpXシン・レンタルサーバー」（現『シン・レンタルサーバー』）の提供を開始[20]
- 2021年11月 - SSL証明書の取得サービス「Xserver SSL」の提供を開始
- 2022年04月 - 経済産業省認定の「スマートSMEサポーター」を取得
- 2022年09月 - WordPressテーマ「XWRITE」の提供を開始、VPS・仮想専用サーバーサービス「Xserver VPS」の提供を開始
- 2023年03月 - Windows搭載のVPS・仮想専用サーバーサービスである『Xserver for Windows』（現『XServer VPS for Windows Server』）の提供を開始
- 2023年04月 - ゲーム専用マルチサーバーサービス「Xserver for Game」（現『XServer VPS for Game』）の提供を開始
- 2023年09月 - VPS・仮想専用サーバーサービス「シン・VPS」の提供を開始
- 2023年12月 - 仮想デスクトップサービス「Xserver クラウドPC」の提供を開始
- 2024年06月 - SNS構築サービス「Xserver SNS」の提供を開始、マルチプレイ専用ゲームサーバー「Xserver GAMEs」の提供を開始
- 2024年08月 - 静的コンテンツ専用クラウドホスティングサービス「Xserver Static」の提供を開始
- 2024年09月 - サービスロゴを「Xserver」から「XServer」に変更

## 関連会社
- ネットオウル[21][22]